# Centro Académico de Democracia Cristã
O Centro Académico da Democracia Cristã GOIP é uma associação de inspiração cristã, pertencente à Diocese de Coimbra, que dá apoio aos estudantes universitários, que se encontram a estudar em Coimbra.
O CADC foi fundado em Coimbra em 1901, para responder ao agravamento da questão religiosa ocorrido nesse ano no país. O governo de Hintze Ribeiro adotara uma série de medidas contra as ordens religiosas. Um decreto de 18 de abril de 1901 obrigava os institutos religiosos a submeterem a aprovação oficial os seus estatutos, e proibia-lhes o regime de clausura, os noviciados e os votos. Contra estas disposições se insurgiram os bispos, e de um modo especial o Bispo do Porto D. António Barroso, que viria a ser apupado na Sala dos Capelos da Universidade, a 28 de Junho, quando ali se dirigiu por ocasião de um doutoramento solene, como padrinho do novo doutorando. Os estudantes católicos, indignados com a provocação aos seus sentimentos religiosos, resolveram reagir e depois de várias reuniões, decidiram fundar um Centro Académico.
Por volta de 1906 e 1907, era apadrinhado por Francisco de Sousa Gomes e D. Ludovina Mendes, que apoiavam a espiritualidade cristã dos jovens estudantes católicos que se agrupavam segundo os ditames da doutrina social da Igreja e do magistério político do Papa Leão XIII.
No seu período histórico inicial, foi tida como uma associação anti-republicana, e vários dos seus membros fariam parte do Centro Católico Português. Entre os seus membros de relevo, muitos viriam a fazer parte do Estado Novo, como Mário de Figueiredo, Diogo Pacheco de Amorim, tendo também cooperado na associação outras figuras de relevo no Estado e Igreja, como António de Oliveira Salazar, Gonçalves Cerejeira e Carneiro Mesquita.
A 14 de Março de 1951 foi feito Grande-Oficial da Ordem da Instrução Pública.